# Hugo von Hofmannsthal

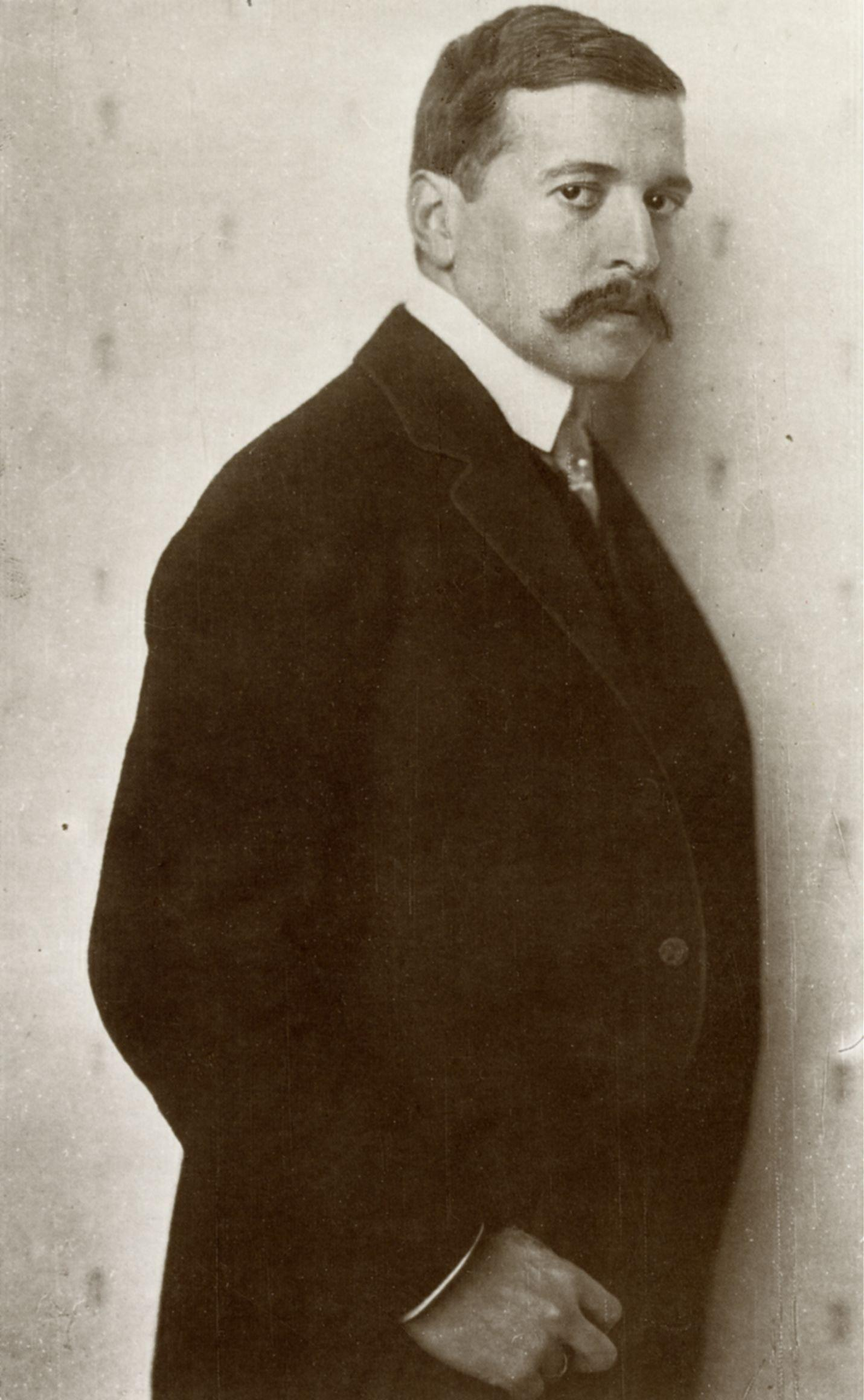
Hacia 1910. Fotografía de Nicola Perscheid.

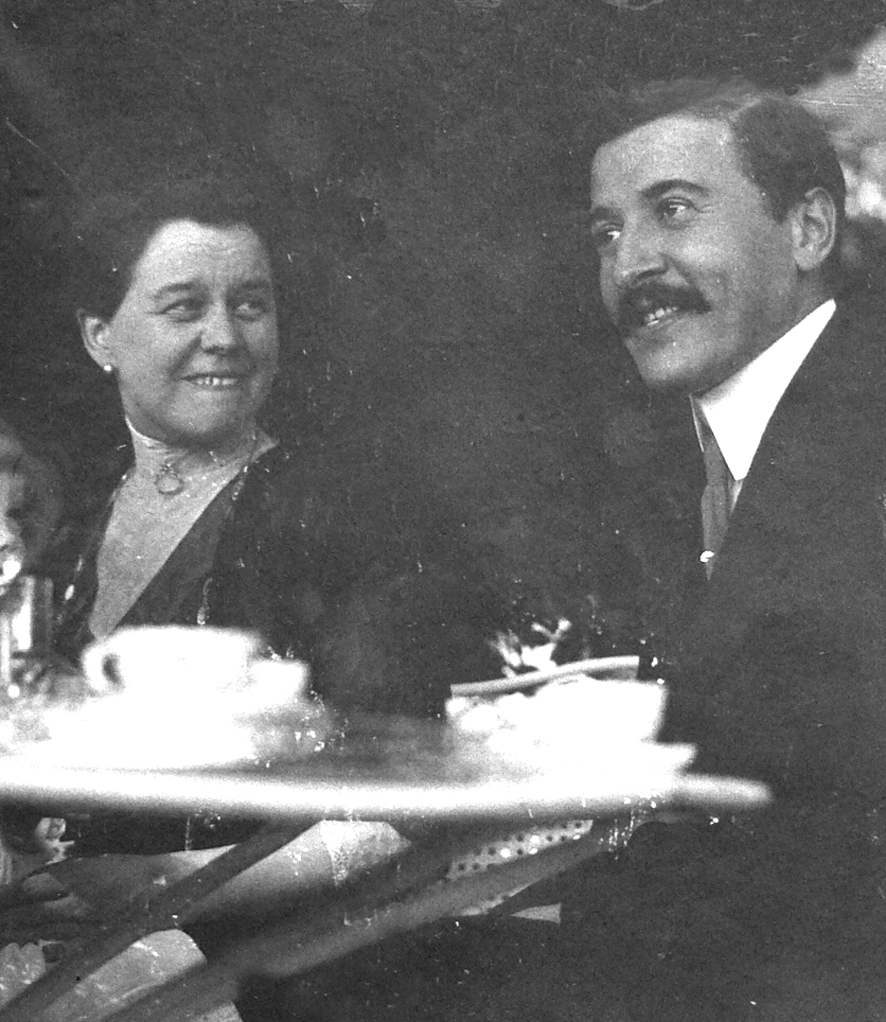
Hofmannsthal en Hinterhör.

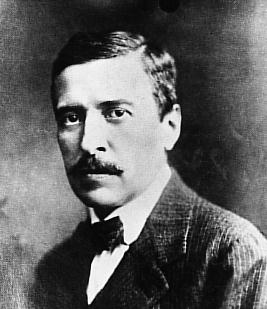
Hugo von Hofmannsthal en los años 1920.

Hugo Laurenz August Hofmann von Hofmannsthal (Viena, 1 de febrero de 1874-ibíd., 15 de julio de 1929) fue un poeta, dramaturgo, narrador y ensayista austriaco.

## Biografía
Fue hijo único del Dr. Hugo von Hofmannsthal, doctor en derecho, y de Anna Fohleutner. Hofmannsthal, que había nacido en una familia aristocrática de banqueros, tuvo una excelente formación en Viena. 
Además de sus estudios jurídicos, hizo una tesis sobre Victor Hugo (1900-1901). Construyó tempranamente su reputación con poemas líricos (el primero fue publicado cuando tenía 16 años) y piezas cortas en verso, como La muerte de Tiziano (Der Tod des Tizian, 1892) y El loco y la muerte (Der Tor und der Tod, 1893). Apenas sobrepasados los 20 años, era amigo ya de escritores como Schnitzler, trató a Hermann Bahr, Stefan George, Hauptmann y Rilke. Renunció aparentemente a la poesía lírica en su breve y denso escrito Una carta (Ein Brief), de 1902. 
Al iniciarse el siglo XX, ya casado, Hofmannsthal se inclina decididamente por el drama, mientras estudia sistemáticamente a los clásicos —Molière, Lessing, Goethe— para aprender el oficio; y hará adaptaciones de Calderón y de Sófocles. Entre sus obras de teatro destacan Christinas Heimreise (1910), Cada cual (Jedermann, 1911), El difícil (Der Schwierige, 1921) y La torre (Der Turm, 1925). En 1920 fundó el Festival de Salzburgo junto a Max Reinhardt; su aportación escrita y personal a este empeño fue decisiva. 
Por otro lado, desde 1906, va a colaborar con el compositor Richard Strauss, pese a sus hondas diferencias personales. Su primera ópera notable, como libretista de lujo del músico, es Elektra (1908), y fue seguida por El caballero de la rosa (Der Rosenkavalier, 1910), Ariadne auf Naxos (1912, corregida en 1916), Die Frau ohne Schatten (1919), Die ägyptische Helena (1927) y Arabella (1929). Esos textos son incomparables, y son elementos fundamentales en la operística de Strauss, consideradas como cumbres de la lírica musical del siglo XX. 
Sus relatos y novelas son asimismo de alta calidad. Además Hofmannsthal es considerado uno de los más importantes ensayistas de Austria, según Broch. Hasta el final de su vida, alentó diversas revistas literarias y pronunció conferencias en muchas ciudades europeas, al tiempo que mantuvo correspondencia continua con viejos y nuevos amigos, como el joven Walter Benjamin.
En 1901, se había casado con Gertrud (Gerty) Schlesinger, hija del secretario general de la banca anglo-austríaca, que había conocido hacía seis años. Tuvieron tres hijos, Christiane, Franz y Raimund. El 13 de julio de 1929, su hijo Franz se suicidó y dos días después, poco después de asistir al funeral, el escritor murió de un derrame cerebral. Fue enterrado con el hábito de franciscano terciario, como había solicitado.

## Una crisis
A menudo se dice que su Carta de lord Chandos expresa una crisis en su juventud lírica y un cambio literario total a sus veintisiete años. Sin ser cierto radicalmente, Hofmannsthal diría más tarde que esa inventada Carta revelaba a su juicio que también le torturó percibir cómo un individuo solitario se siente demasiado unido a la sociedad dado el uso del lenguaje.
En esas páginas tan severas de 1902, el personaje Chandos confesaba presuntamente al filósofo inglés Francis Bacon: «He perdido completamente la facultad de pensar o hablar con coherencia sobre cualquier cosa. Al principio, se me fue volviendo imposible discutir sobre un tema elevado o general y pronunciar aquellas palabras tan fáciles de usar que cualquier hombre puede servirse de ellas sin esfuerzo. Sentía un malestar inexplicable solo con pronunciar 'espíritu', 'alma' o 'cuerpo'». Encontraba imposible Chandos dar un juicio en su interior acerca de cualquier asunto no solo de la corte o de los sucesos del parlamento: sentía que «las palabras abstractas que usa la lengua de modo natural para sacar a la luz cualquier tipo de juicio se me deshacían en la boca como hongos podridos». Y sucedió que «esta infección se fue expandiendo paso a paso como una herrumbre que devora todo lo que queda a su alcance». Todo se fraccionaba, añade Chandos, y cada parte se dividía en más partes, nada se dejaba apresar por un concepto. Por contraste, se le presentaban con mayor fuerza cualquier cosa simple, animada o inanimada: un perro, una rata, un escarabajo, una piedra, un manzano o unas roderas.
Una crisis similar aparece magníficamente descrita en "Cartas del regreso", de 1907 (Instantes griegos y otros sueños), donde un industrial que regresa a Europa, tras realizar sus negocios en el extranjero, se siente del todo ajeno al mundo reencontrado («pensaba regresar al hogar, pero ya no sé si me quedaré»); solo le apaciguarán los colores de un pintor raro (Van Gogh), puesto «qué son los colores si no irrumpe a través de ellos la vida más íntima de los objetos?». Pero Hofmannsthal seguiría siendo hasta el final, en 1929, un escritor muy rico y de grandes recursos, aunque acaso más contenido en el lenguaje y desde luego dedicado al teatro, a la ópera y a la reflexión cultural.

## Legado
Los vigentes festivales de Salzburgo, de los que fue promotor en 1920, siguen activos. Las grandes óperas que Hofmannsthal escribió para Richard Strauss, se montan sistemáticamente hasta hoy: Electra (1909)  El caballero de la rosa (1911), Ariadna en Naxos (1912), La mujer sin sombra (1919), La  Helena egipcia (1928) y Arabella estrenada póstumamente.
Su obra ha sido recordada siempre (salvo en la época nazi), y se le considera como uno de los más originales escritores alemanes y europeos del primer tercio del siglo XX. Sus textos completos de hallan bien editados en Alemania, y hay traducciones en las distintas lenguas europeas.
La Haus Hofmannsthal, en Viena, en Reisnerstraße 37, está en activo, y en muchas ciudades austriacas se le recuerda en calles y plazas. 
Durante las conmemoraciones de 2018, centenario del final de la I Guerra Mundial, se le ha evocado en periódicos y revistas.

## Traducciones al español
- Poesía lírica, Igitur, 2002, ed. bilingüe. [Poemas]
- Para un Dios no nacido, Pre-Textos, 2005, ed. bilingüe. [Poemas]
- El difícil. Cada cual. La torre, Gredos, 2003. [Muestra selecta de su teatro]
- La mujer sin sombra, Icaria, 1980; Unican 2009. [Relato]
- El libro de los amigos, Cátedra, 1991. [Relatos y aforismos]
- Andreas, Ellago, 2005 (ed. or. por Barral). [Relato]
- Carta de Lord Chandos, Alianza, 2008; Alba, 2010. [Hay ediciones anteriores, destacando la publicada por la revista Poesía, 12, 1981]
- Asomado al abismo, Cuatro ediciones, 2006, ed. de Mauricio Jalón; traducción de Marciano Villanueva Salas. [Prosa lírica, ensayos y relatos]
- Intercambio epistolar con E. Bebenburg, Pre-Textos, 2008, tr. de Marciano Villanueva Salas. [Notable documento de juventud, cartas sobre su formación]
- Instantes griegos y otros sueños, Cuatro ediciones, 2018, ed. de Mauricio Jalón, con introducción y bibliografía ; tr. de Marciano Villanueva Salas. [Prosa lírica, ensayos y relatos]

## Obra original

### Dramas
- Gestern, 1891.
- Der Tod des Tizian, 1892 (1901).
- Ascanio und Gioconda (Fragmento), 1892.
- Idylle, 1893.
- Der Tor und der Tod, 1893.
- Alkestis, 1893/1894.
- Was die Braut geträumt hat, 1896.
- Die Frau im Fenster, 1897.
- Das kleine Welttheater, 1897.
- Die Hochzeit der Sobeide, 1897.
- Der weiße Fächer, 1897.
- Der Kaiser und die Hexe, 1897.
- Der Abenteurer und die Sängerin, 1898.
- Das Bergwerk zu Falun, 1899.
- Elektra, 1901.
- Das gerettete Venedig, 1902.
- Ödipus und die Sphinx, 1903-1905.
- König Ödipus (de Sófocles), 1905.
- Cristinas Heimreise, 1907.
- Die Heirat wider Willen (de Molière), 1910
- Jedermann, 1903-1911.
- Die Lästigen (a partir de Molière), 1916
- Dame Kobold (a partir de  Calderón), 1918.
- Der Schwierige, 1910
- Das Salzburger große Welttheater, 1919-1922.
- Der Unbestechliche, 1922.
- Der Turm, 1818.

### Libretos
- Elektra, Ópera de Richard Strauss. 1908
- Der Rosenkavalier, 1909-1910, Ópera de Richard Strauss.
- Ariadne auf Naxos, 1911. Ópera de Richard Strauss
- Josephslegende, 1912. Pantomima de Richard Strauss.
- Die Frau ohne Schatten, 1913-1915. Ópera de Richard Strauss.
- Die ägyptische Helena, 1923-1926. Ópera de Richard Strauss.
- Arabella, 1927-1929. Ópera de Richard Strauss.

### Relatos
- 1895 – Das Märchen der 672. Nacht
- 1899 – Reitergeschichte
- 1900 – Erlebnis des Marschalls von Bassompierre
- 1902 – Ein Brief (Brief des Lord Chandos)
- 1907 – Die Wege und die Begegnungen
- 1907–1908 – Die Briefe des Zurückgekehrten
- 1910 – Lucidor.
- 1911 – Das fremde Mädchen
- 1919 – Die Frau ohne Schatten
- 1925 – Reise im nördlichen Afrika

### Fragmentos novelescos
- 1907-1927 – Andreas oder Die Vereinigten

### Ensayos y conferencias
- 1891 – Zur Physiologie der modernen Liebe
- 1896 – Poesie und Leben
- 1904 – Das Gespräch über Gedichte
- 1907 – Der Dichter und diese Zeit
- 1914 – Appell an die oberen Stände
- 1915 – Krieg und Kultur
- 1915 – Wir Österreicher und Deutschland
- 1916 – Österreich im Spiegel seiner Dichtung
- 1917 – Preuße und Österreicher
- 1917 – Die Idee Europa
- 1922 – Gedichte
- 1922/1927 – Neue Deutsche Beiträge
- 1926 – Früheste Prosastücke
- 1927 – Wert und Ehre deutscher Sprache
- 1927 – Das Schrifttum als geistiger Raum der Nation